# Alexander Scholz
Alexander Scholz, född 24 oktober 1992 i Köpenhamn, är en dansk fotbollsspelare som spelar för Al-Wakrah.
Scholz var med i Danmarks trupp vid U21-EM 2015.

## Karriär
Den 31 maj 2021 värvades Scholz av japanska Urawa Red Diamonds. Den 9 juli 2024 värvades Scholz av qatariska Al-Wakrah, där han skrev på ett tvåårskontrakt.

## Meriter
Lokeren
- Belgiska cupen: 2013/2014

 Standard Liège
- Belgiska cupen: 2015/2016

 Club Brugge
- Jupiler Pro League: 2017/2018

 FC Midtjylland
- Superligaen: 2019/2020
- Danska cupen: 2018/2019

 Urawa Red Diamonds
- Kejsarens Cup: 2021
- Japanska supercupen: 2022
- AFC Champions League: 2022